# Powiat zaleszczycki (Galicja)
Powiat zaleszczycki – dawny powiat kraju koronnego Królestwo Galicji i Lodomerii, istniejący w latach 1867–1918.
Siedzibą c.k. starostwa były Zaleszczyki. Powierzchnia powiatu w 1879 roku wynosiła 6,765 mil kw. (389,26 km²), a ludność 59 754 osób. Powiat liczył 57 osad, zorganizowanych w 54 gminy katastralne.
Na terenie powiatu działały 2 sądy powiatowe – w Zaleszczykach i Uścieczku.

## Starostowie powiatu
- Władysław Obertyński (1871)
- Tadeusz Dzieduszycki (1879)
- Eugeniusz Lachowski-Pilawa (1882, 1890)
- Jan Veltz[1]
- Nowakowski (kierownik, 1917)[2]

## Komisarze rządowi
- Emil Krawczykiewicz (1871)
- Deodat Krzysztofowicz (1879)
- Juliusz Majewski (1882)
- Maciej Kubelka (1890)